# 수륜중학교
수륜중학교(修倫中學校)는 대한민국 경상북도 성주군 수륜면 신파리에 있는 사립 중학교이다.

## 학교 연혁
- 1966년 4월 1일 : 학교법인 청파학원 인가
- 1966년 11월 17일 : 수륜중학교 설립 인가
- 1967년 3월 2일 : 초대 송동진 교장 취임
- 1979년 2월 14일 : 학교 증설 인가(12학급)
- 1996년 3월 2일 : '도 지정 학력중심학교' 선정
- 2013년 3월 1일 : '농어촌 전원학교' 선정
- 2018년 2월 27일 : '미래형 선비교육 인성프로그램 운영학교' 선정
- 2018년 4월 5일 : 제2대 이선희 이사장 취임
- 2022년 3월 2일 : 제5대 송경미 교장 취임
- 2023년 3월 1일 : '인공지능(AI) 교육 선도학교' 선정
- 2024년 1월 2일 : 제55회 졸업(졸업생 총 4,247명)
- 2024년 1월 10일 : 디지털 온(溫)선도학교 선정

## 참고 자료
- 수륜중학교 - 한국교육학술정보원 학교알리미